# Scoparia triscelis
Scoparia triscelis là một loài bướm đêm trong họ Crambidae.